# マーシャルアーツ

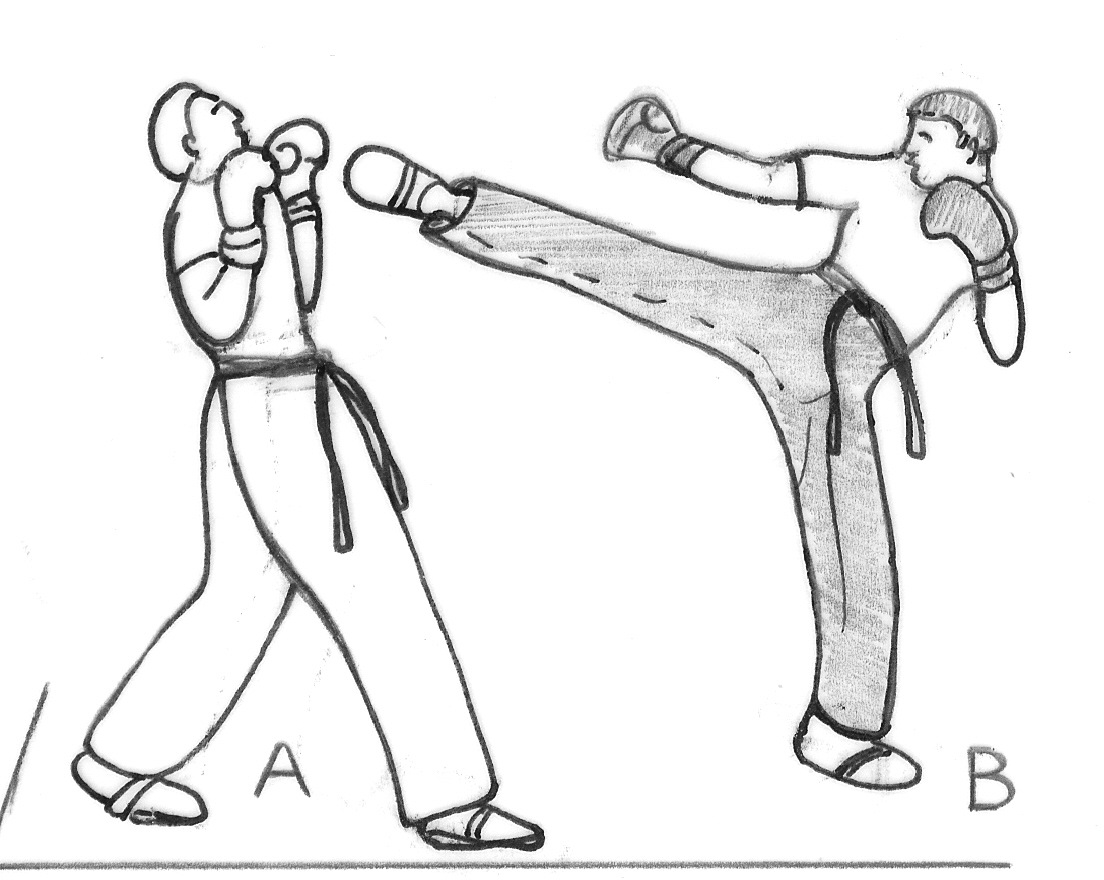
20世紀日本におけるマーシャルアーツのステレオタイプ。パンタロン姿と派手な蹴り技の多用で認識された。

マーシャルアーツ（martial arts）は、日本語の「武芸」を英訳した言葉。文字通り、「武の（martial）」「芸（arts）」のことを指す。これが転じて、レスリング、ボクシングといった西洋文化に根を持つ術技体系以外の拳法、格闘技、つまり東洋の武術全般を指す言葉として用いられる。1918年に日本人の手で発行された和英辞典『武信和英大辞典』で初めて使用され、その後西洋で一般に広まった。現在、海外（欧米）で「マーシャルアーツ」が、単に格闘技を指す言葉ではなく、オリエンタリズムと強く結びついた東洋の格闘技と関連付けられることが多いのはこのためである。ボクシングやフェンシング等は「マーシャルアーツ」とは呼ばれない。
また、近年、“マーシャルアーツ”と名のついた同様のエクササイズが多数存在しており、これらの一部愛好者の間で「マーシャルアーツ=格闘エクササイズ」と認識されているが、これも誤りである。これは単に、「リーボック・マーシャルアーツ」という武道の動きを導入したエアロビクス・エクササイズが、あくまで、“リーボック流武道”という名前で売り出したに過ぎず、これら一連の武道・格闘技系エクササイズの呼称ではない。

## 日本における「マーシャルアーツ」に対する認識
アメリカで行われる全米プロ空手、フルコンタクト空手、アメリカンキックボクシング（グローブをつけてパンチと蹴りを使って戦うが、キックボクシングと異なり肘打ち・膝蹴り・ローキック・首相撲が無い）を日本では「マーシャルアーツ」と呼ぶことがある。これは、アメリカのプロ空手チャンピオンのベニー・ユキーデが初来日した際に、記者会見にて、“私はフルコンタクトで戦うマーシャルアーティスト（武道家）だ。”と答えたため。
また、ゲームなどのフィクション（特に対戦型格闘ゲーム）で格闘スタイルとしてマーシャルアーツとある場合、アメリカ軍隊格闘術のことを指していることがあり、例として『ストリートファイターII』のガイルや『飛龍の拳』のワイラー、ケイトなどが挙げられる。この現象は劇画作家で当時の格闘技界のフィクサー的存在だった梶原一騎が、自身の作品『四角いジャングル』において、“マーシャルアーツとは米軍が使う格闘術である”と解説し、そしてこれらの作品で育った世代が今日の格闘ゲームの隆盛を築いていった。かくして英語では単なる普通名詞に過ぎない「martial arts（マーシャルアーツ）」という単語が全米プロ空手などを指すだけでなく、このような誤解をも生むに至っている。